# Stephen Palmer
Stephen Palmer, född den 1 mars 1967, är en brittisk orienterare som tog VM-silver i stafett 1993, blev nordisk mästare i stafett 2001 samt svensk mästare i stafett 1994.